# Hernán-Pérez
Hernán-Pérez es un municipio español, en la provincia de Cáceres, comunidad autónoma de Extremadura. Se encuentra situado en la mancomunidad de Sierra de Gata y pertenece al partido judicial de Coria.
La actividad principal es la agricultura olivarera siendo la empresa más destacada la Cooperativa de 1.er Grado "San Sebastián". Cuenta con una de las producciones más importantes de la zona, que asciende a una media anual aproximada de unos 2,3 millones de kg de aceitunas de la variedad Manzanilla Verde Cacereña.

## Geografía física

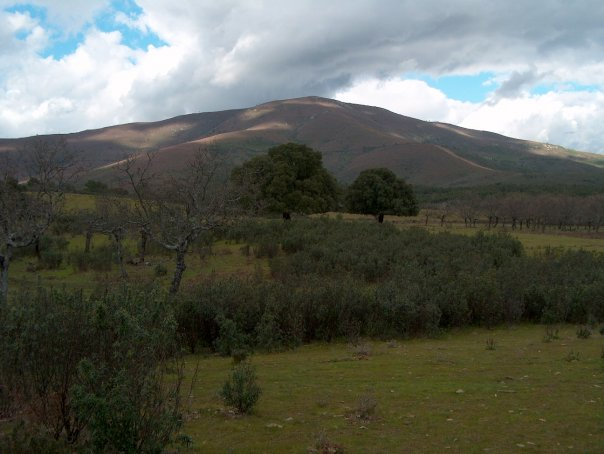
Dehesa de Hérnan-Pérez

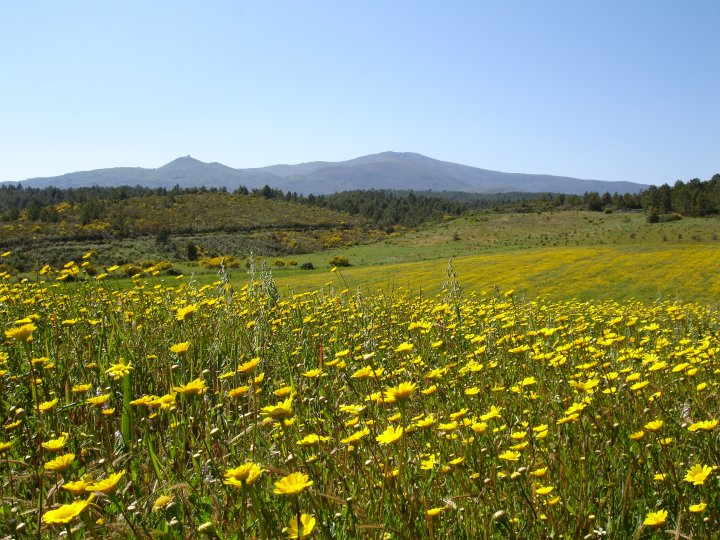
Vista de la Dehesa en primavera

### Localización
La villa de Hernán Pérez está situada en la parte oriental de la mancomunidad de la sierra de Gata. Cuenta con 470 habitantes en 2017. El casco urbano está emplazado en un pequeño teso rodeado de suaves collados, a 449 metros sobre el nivel del mar.
El término municipal de Hernán-Pérez limita con:
- Santibáñez el Alto al oeste;
- Pinofranqueado al norte;
- Torrecilla de los Ángeles y Villanueva de la Sierra al este;
- Villa del Campo al sur.

### Hidrografía y orografía
Al norte del término municipal se encuentran las sierras de los Ángeles y del Moro, con fuertes pendientes, hasta hace poco años repobladas con pinos pinaster, que han arrasado repetidos incendios. La vegetación es, hoy, de matorrales prácticamente improductivos. El piedemonte desliza hasta los valles de los ríos Tralgas y Árrago sin fuertes pendientes, salvo en los cortos riberos de los ríos.
Por el oeste, deslindando los términos de Hernán Pérez y Santibáñez el Alto, discurre la principal corriente fluvial: el río Árrago, nacido en las Sierras de Descargamaría y Robledillo, que enriquece con su agua los valles – Valdárrago- de aquellos pueblos y de Cadalso. Al río Árrago desemboca, en el término de Hernán Pérez, el arroyo de las Herrerías nutrido con el agua de los Regatos de Canillas, el del Perro y el de las Helechosas. 
Por el este, separando los términos de Hernán Pérez y Villanueva de la Sierra, discurre el río Tralgas y a él llegan las aguas del arroyo del Pueblo tras pasar al lado de la villa regando algunos pequeños huertos.
Al sur, el mismo río Tralgas separa los términos de Hernán Pérez y Villa del Campo; a lo largo de su curso se forma un valle en el que los vecinos tienen la mayor parte de sus huertos, con un regadío precario y costoso, porque el nivel del río es más bajo y el agua ha de ser obtenida por elevación.
A mayor abundamiento, el caudal del río, fuerte y bravo en invernadas, que inundan los valles de sus dos márgenes, es escaso en verano: a finales del mes de julio el río deja de correr y sólo quedan charcos que tampoco duran más allá de mediados de agosto.
Una de las imágenes más recientes de la consolidación de estructuras en la localidad puede verse en el embalse de La Lanchera, que se aprovecha tanto para eventuales incendios forestales y ocio, como para aumentar la biodiversidad en la zona y dotar a la dehesa de capacidad de regadío.

### Clima
El clima es templado: el invierno no es extremadamente frío, raras son las nevadas por debajo de los ochocientos metros; el verano es seco y caluroso, pero suavizado ligeramente por el fresco nocturno. En resumen, puede considerarse el clima de la sierra de Gata, y el de Hernán Pérez inserto en ella, como mediterráneo – templado.
La pluviometría es irregular, pero en su conjunto las lluvias son más fuertes y más frecuentes en estas zonas de montaña que en el resto de Extremadura: desde precipitaciones superiores a los 1.100 milímetros por metro cuadrado en las cumbres, a los 800-900 del piedemonte.

## Naturaleza
Su paisaje está marcado por el verdor de los olivos, algunos viñedos, monte bajo, alcornoques y huertas.
El terreno es de materiales cuarcitas y pizarras, con pequeños núcleos graníticos.

## Historia

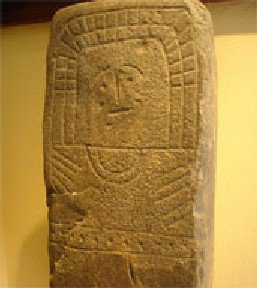
Ídolo VI de Hernán-Pérez, base tipológica

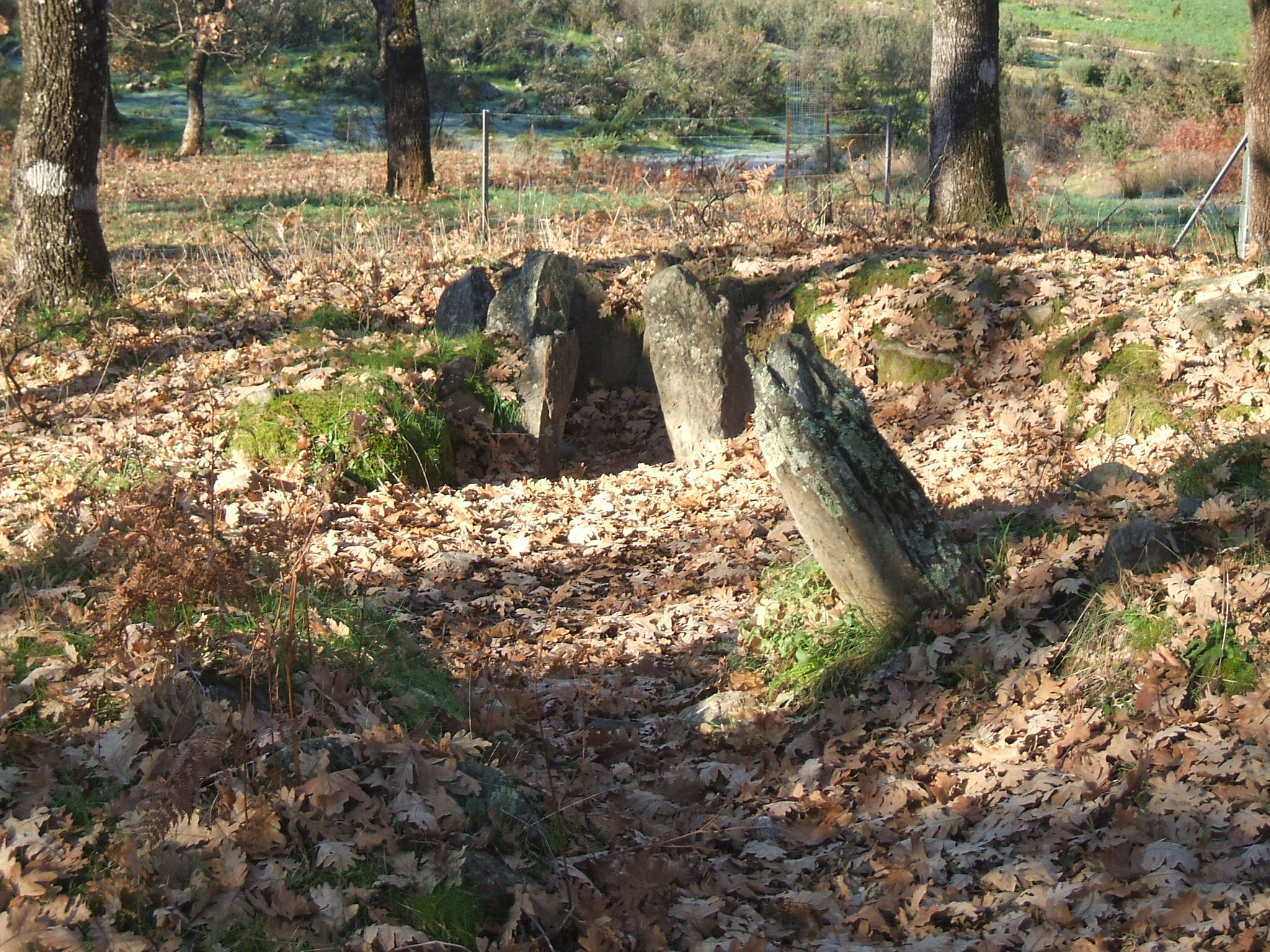
Dolmen del Matón, en la dehesa del pueblo.

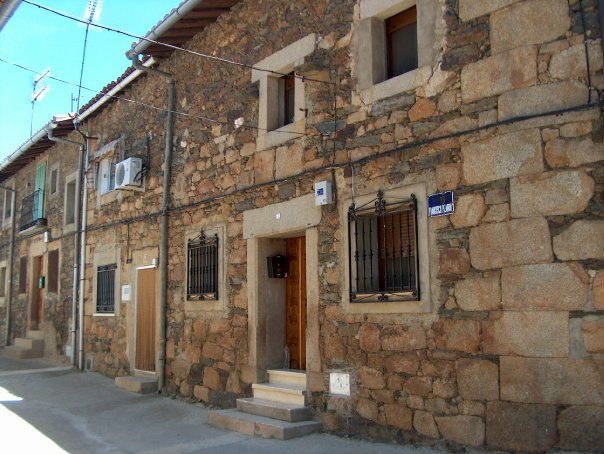
Casas antiguas cercanas a la Plaza

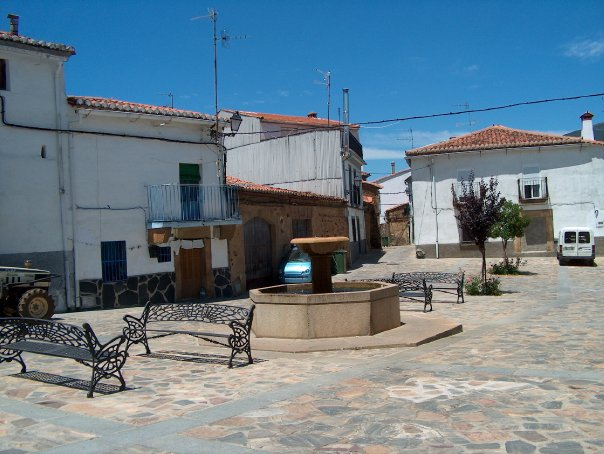
Plaza Mayor y vista de la fuente

### Prehistoria
El reputado doctor Almagro Basch realizó una serie de importantes estudios relacionados con la época del Bronce Medio y Superior. De ellos nacen los siguientes datos. Los primeros testimonios recogidos por los arqueólogos en la segunda mitad del siglo XX arrojan unos testimonios muy esclarecedores en cuanto a los primeros pobladores en la zona. Con las migraciones de pueblos mineros en busca de estaño surgieron asentamientos con alto grado de sedentarización. La actividad económica de estos pueblos se basaba principalmente en la ganadería y la minería tanto de estaño como de oro. Este último mineral se recogía en los torrentes fluviales mediante criba. De esta manera, en la dehesa boyal de la localidad hay estructuras funerarias definidas destacando por su importancia los dólmenes del Matón y Pradocastaño.
El entorno natural de Hernán-Pérez, con clima suave y abundantes recursos hídricos, hizo que estas poblaciones establecieran un registro arqueológico muy importante y decisivo para los estudios del Bronce Medio y Final en la fachada atlántica. En la década de 1960, fueron hallados en la zona siete ídolos antropomorfos y una estela decorada. En lo referido a los ídolos y citando como información la obra del doctor Almagro Basch, podemos concluir que las características más importantes de estos son; el uso de materiales muy compactos de granito, pizarra, caliza y basalto. Todos cuentan con un esquema antropomorfo, con unos círculos concéntricos rodeando el rostro que han sido interpretados como la representación de un manto, cuentan además con restos de collares y túnicas. La base de forma extraordinaria se encuentra terminada en punta en al menos cuatro de ellos, para facilitar su situación junto a las tumbas. El trabajo ha sido realizado mediante cincel y percutor duro. En cuanto a la estela, se encontró en peor estado. Su factura está realizada sobre una negruzca losa de pizarra que ha perdido la mayor parte de la decoración. Entre los restos que se aprecian se puede hablar de una tosca representación de una espada que ha perdido gran parte del filo y el enmangue, además de un fragmento de escudo circular.
La importancia de los hallazgos fue muy destacada en los círculos académicos debido a la ampliación del territorio en el que aparecen las estelas funerarias al norte del Tajo. Además, sirvió para confirmar la tesis que asocia este tipo de representación en piedra a tradiciones funerarias.
Los ídolos y la estela de Hernán-Pérez fueron publicados junto al encontrado en Tabuyo del Monte, Provincia de León. Este ídolo hallado en 1895 y vendido por un ingeniero de montes al museo arqueológico provincial de León, cuenta con una línea estética común y ha sido asociado a la clasificación; Tipo Hernán-Pérez. Esto parece indicar ciertas correlaciones culturales durante este periodo, con la zona de León, el centro de Portugal y la provincia de Badajoz.

### Edad Antigua
Durante la dinastía cartaginesa de los bárcidas, conocida por su política de expansión, en el último tercio del S.III a. C. Cartago entró en contacto con los pobladores de la zona, por razones comerciales y militares, ya que tras la I guerra púnica La presión de Roma obligó a los cartagineses a aumentar el número de sus ejércitos con mercenarios lusitanos, conocidos por su valor en el combate. En el 194 a. C., apenas una década antes del desastre cartaginés en la llanura de Zama, en la que Roma se acabará imponiendo de manera total a los bárcidas, estallan los conflictos entre lusitanos y Roma. Tras una incipiente pacificación de las tribus, los vetones, pobladores de la zona en la que se encuentra Hernán-Pérez, se unieron con las hordas del Norte, bajo el mando del caudillo Púnico. Tras duros combates en los que los romanos, bajo el mando de Servio Sulpicio Galba, sufrieron constantes derrotas, se produce el asesinato de los caudillos insurgentes y la zona será pacificada hasta el alzamiento de Viriato. Una vez derrotado este, la zona pasó a formar parte de la provincia conocida como Hispania Ulteriory fue definitivamente pacificada. Los romanos impusieron una zona de explotación ganadera y minera, dada la imposibilidad de crear latifundios en la zona dada la orografía. Fue a partir de esta época cuando se estableció, como nexo comercial, la villa conocida como Laconimurgo, a escasos kilómetros, probablemente en las faldas de la actual localidad de Santibáñez el Alto. Como testimonio directo de la conquista romana, hay grandes cantidades de tegula en los cauces de los arroyos y un nevero, situado en la parte más alta de la actualmente conocida como "Sierra del Moro". Otro testimonio de esta presencia, aún sin confirmar, es la existencia al parecer de una "piedra con equis y uves", encontrada por algunos trabajadores de la localidad en los años 1960. Posiblemente, y según fuentes consultadas en la Universidad de Salamanca, tal piedra sea un agrimensor. Hito topográfico, utilizado para marcar distancias o delimitar territorios.

### Edad Media
Pese a que se reconoce que hubo asentamientos continuados en la zona, fue el maestre de la Orden de Alcántara, Fernán Pérez, quien repobló la zona con los huidos de la Ribera del Coa. Otorgó a estos en la zona unas tierras de cultivo y construyó una casa fuerte en la que se alojó durante algún tiempo. La aldea de "Fernán-Pérez" fue encuadrada bajo a la jurisdicción de la Fortaleza de "San Juan de Mascoras" situada en la actual localidad vecina de Santibáñez el Alto. Por lo tanto nos encontramos ante un ejemplo del proceso de repoblación que se llevó a cabo en la sierra de Gata durante los siglos XIII y XIV, entregada a las Órdenes militares, entre las cuales destacó la Alcántara y el Temple que cedió a la primera su presencia en la zona tras una serie de litigios. Los testimonios escritos hablan de la existencia de una "casa-torre", situada en las inmediaciones de la actual plaza, junto a la iglesia de Santa María Magdalena. Las construcciones de cantería que subsisten actualmente componen un pequeño número de calles, sin que representen una muestra de la arquitectura local basada en mayor grado en el adobe y la piedra irregular. Existe además una tradición importante de uso de la pizarra principalmente en los exteriores y a modo de complemento estético.

### Edad Moderna
Fue Felipe II quien concedió el título de villa a la localidad en 1556. El documento original se encuentra en el Archivo General de Simancas. No se han encontrado en las fuentes datos sobre emigración a América de los pobladores de Hernán-Pérez. Según la metodología historiográfica esto puede ser indicio de que la vida en el pueblo permitía el acceso a recursos para la población que podría permanecer en la villa con ciertas garantías.

### Edad Contemporánea
Según el Diccionario Geográfico de Madoz, publicado en Madrid en 1830, Hernán-Pérez contaba en el siglo XIX con «61 casas de piso bajo y calles sin empedrar, 150 vecinos (entre 600 y 750 habitantes) y 851 almas». Dependía del Partido Judicial de Hoyos y estaba situado en una pequeña loma, contando con dos arroyos principales, el de la Sierra del Moro que desagua en Tralgas y el de las Herrerías que desagua en Árrago. El clima era frío y los vientos soplaban del Norte y el Este. El Pósito estaba dotado con 500 reales de los fondos públicos y acogía entre 15 y 20 niños. La parroquia se encontraba bajo la advocación de Nuestra Señora de la Asunción, perteneciendo aún a la Orden de Alcántara, encomienda de Santibáñez el Alto. Se recoge además la información de la existencia de dos ermitas: la primera del Cristo de la Paz y la segunda situada cerca del cementerio y en estado de ruina.
Se habla de una fuente, al igual que en diversas crónicas anteriores, localizada a las afueras del pueblo, concretamente a unos 60 pasos. El correo era recibido en Gata, desde donde se repartía a la localidad cada ocho días.
En cuanto a la actividad económica, Madoz recopila en su obra la existencia de 10.500 pies de olivo, 33 cuartas de viña y 100 peonadas de huerta. Existían en la zona conocida como Mañanica 1.300 encinas en común explotación de todos los vecinos. La explotación del terreno estaba dedicada al aceite, vino, «algún centeno, poco trigo, patatas y vino». El ganado; caprino, lanar, vacuno, bestias de carga, colmenas, caza menor y mayor y «animales dañinos». El apartado de industria y comercio hace mención a dos lagares de aceite para importar y dos harineros, entrando esto último en conflicto con la información de la existencia de «algún centeno y poco trigo».
Las estructuras económicas de la localidad se han basado desde principios del siglo XX en una explotación intensiva de pequeños minifundios dedicados casi por entero al olivar y la vid. Este tipo de explotación vino manifestándose de manera importante a lo largo del siglo XIX en toda la sierra de Gata, mostrándose a lo largo de dicho siglo una presencia olivarera de entre el 40% y 60%, siempre con una producción destinada al autoconsumo y pequeñas ventas de aceite. Hernán-Pérez experimentó un crecimiento importante en el número de pies de olivo en torno a los años 1950 y fundamentalmente a partir de los años 1970. A principios del siglo XXI encontramos un olivar fuertemente mecanizado y joven. La explotación ganadera fue significativa durante los primeros 60 años del siglo XX, sin embargo el éxodo rural hizo desaparecer gran número de cabezas de ganado, sin que hayan sido recuperadas, situándose actualmente el número de cabezas de ganado en torno a las 2.000, fundamentalmente ovino y caprino, este último estabulado.
Fue durante este periodo, a mediados de la década de 1960, cuando se creó la Cooperativa del Campo San Sebastián, destinada a acoger la producción de aceituna. Actualmente cuenta con un pobre sistema cooperativista, manteniéndose la propiedad en manos del pequeño agricultor en concepto de explotación privada que no acaban de generar beneficios estables.
Datos de 1932 muestran cierta organización de los obreros del campo durante la II República. La Sociedad Agrícola de la localidad, formó parte el día 30 de junio de 1932 del II Congreso de la Federación Nacional de Trabajadores de la Tierra, situándose esta dentro de la UGT. Los oradores que acudieron al congreso por parte de Hernán-Pérez fueron Agapito García, Germán Serrano y Emilio Rodríguez, siendo este último además vocal suplente del Jurado Mixto del Trabajo Rural de Cáceres instaurado por Francisco Largo Caballero, que ocupó la cartera de Trabajo durante este periodo en el gobierno republicano.
La guerra civil española estalla en Cáceres el 19 de abril de 1936. Rápidamente se extiende por el norte de Cáceres. En la villa de Hernán-Pérez en pocos días la Falange se hace con el control y el entonces alcalde Alfonso Arroyo será el único depurado tras el alzamiento, falleciendo en el presidio en la ciudad de Plasencia. Hoy la escuela municipal lleva su nombre en homenaje. Las quintas son movilizadas siendo asignadas al bando nacional y sirviendo en diversos destinos. Gonzalo Revilla, es un caso destacado sirviendo en el Tercio Gran Capitán de la Legión con el que participó en batallas tempranas en los campos de Andalucía y destacando en Brunete, Belchite, la batalla de Madrid y la batalla del Ebro, siendo herido en combate y recibiendo por ello diversas condecoraciones además de ser uno de los últimos once supervivientes del Tercio que inició su andadura desembarcando en Andalucía en julio del 36. Otro caso destacado fue el de Genaro Jorge, combatiente al cargo del servicio de ametralladoras y hecho preso en el Castillo de Cardona, que sirvió como cárcel republicana y donde permaneció capturado durante meses. De la misma forma que ellos fueron admirados y muy respetados en la localidad el resto de combatientes de la localidad, apodados de la "quinta del biberón". Y que recibieron hace unos años un emotivo homenaje. Afortunadamente no se registraron víctimas mortales entre los hernanpereños que combatieron. Tradicionalmente se ha vinculado la ausencia de fallecidos a la encomienda de estos jóvenes a San Sebastián, patrón del pueblo.
En cuanto a la represión, no se produjeron tampoco víctimas mortales. Un hecho destacado de esta fue la exhumación en los años 60 de una fosa común en la zona denominada como "Canalejas", junto al Arroyo de las Herrerías que según los estudios llevados a cabo en la época debieron pertenecer a militantes de izquierda de la localidad serrana de San Martín de Trevejo y que fueron depositados en el cementerio de la localidad tras la celebración de una ceremonia religiosa en su honor.

## Demografía
Hernán-Pérez cuenta con una población de 411 habitantes (INE 2024).
| Gráfica de evolución demográfica de Hernán-Pérez entre 1842 y 2021                                                  |
| |
| Población de derecho según los censos de población del INE Población de hecho según los censos de población del INE |

## Transportes
La carretera autonómica EX-205, que une el valle del Ambroz con Portugal pasando por la sierra de Gata, pasa por el norte del casco urbano de Hernán-Pérez y es la principal carretera del pueblo. La EX-205 está en buen estado, aunque cuenta con algunos tramos peligrosos por la orografía del terreno. Al noreste de Hernán-Pérez sale la CC-83, una carretera de menor calidad que lleva a Torrecilla de los Ángeles.

## Servicios públicos

### Educación
Hay una guardería y un colegio público de educación primaria, la Escuela Pública Alfonso Arroyo. La educación secundaria puede estudiarse en el IES Gabriel y Galán de Montehermoso.

### Sanidad
Pertenece a la zona de salud de Montehermoso dentro del área de salud de Plasencia y cuenta con un consultorio local en la calle Zona Nueva. El punto de atención continuada más próximo está en Villanueva de la Sierra, a 5 km. No hay ningún establecimiento sanitario privado registrado a fecha de 2013, por lo que en algunos servicios sanitarios como ópticas o clínicas dentales depende de poblaciones cercanas de mayor tamaño como Montehermoso o Coria. El municipio cuenta con una sola farmacia, que coordina sus turnos de guardia con las de los otros pueblos de la zona de salud. En Hernán-Pérez hay una residencia de mayores.

## Patrimonio

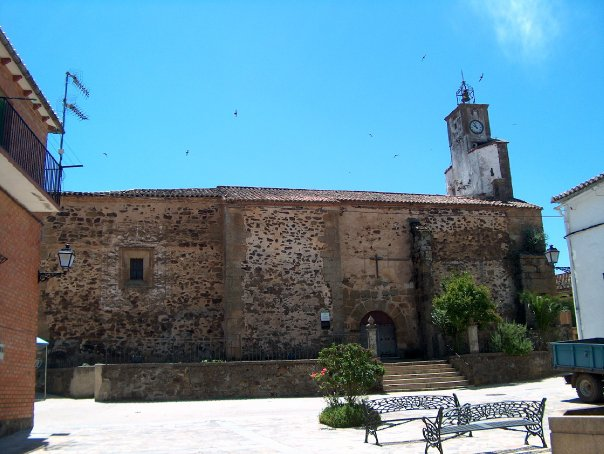
Iglesia de Santa María Magdalena.

- Iglesia Parroquial. S.XVII. Se encuentra bajo la advocación de Santa María Magdalena, a cargo del párroco de Pozuelo de Zarzón, en la diócesis de Coria.[7] Se encuentra situada junto a la Plaza Mayor de la localidad, cuenta con una Casa Parroquial colindante. Su estructura es de planta cuadrangular, cuenta un coro elevado en la base y altar de mampostería. Las paredes, de altura elevada cuentan con manufactura de piedra irregular y granito en la estructura. El retablo contemporáneo, de estilo neoclásico en escayola cuenta con tallas modernas. En la pared norte se conserva con un púlpito de granito en desuso y entre sus reliquias más destacadas se pueden mencionar; una Cruz de las Misiones del siglo XVI y un Cáliz de metal noble de cronología similar. El campanario, situado sobre el coro, cuenta con un difícil acceso exterior y actualmente se encuentra semiabandonado. En años pasados fue lugar no sólo de trabajo para los monaguillos y vecinos que volteaban las campanas al paso de la procesión de San Sebastián, sino también lugar de reunión durante la tradicional chiquitía, fiesta que también ha perdido importancia en la localidad.
- Ermita del Cristo. S.XVI. Se encuentra situada en la Calle Real, una de las 3 vías principales que conducen a la plaza y la zona alta de la villa. Cuenta con una plaza pequeña frente a su entrada principal en la cual se celebra "la bandera" y actividades religiosas durante las Fiestas de San Sebastián. De planta rectilínea e irregular, sobria y de manufactura pobre, cuenta con sacristía, mampostería parcial y bóveda de ladrillos sobre el altar de granito. Sobre el arco que precede a este se encuentra una inscripción con el nombre D.JVAN CALBO, que data del siglo XVIII. Cuenta con tallas modernas, entre las que destacan la presencia de San Sebastián, patrón de la localidad y la Virgen de la Consolación que fue trasladada desde una Ermita situada en el paraje que recibe el mismo nombre en la dehesa boyal.
- Ermita de la Virgen de la Consolación. Finales del S.XX y principios de S.XXI. Situada en una pequeña loma cercana al lugar en el que se encuentran los restos de una antigua ermita, hoy desaparecida. Cuenta con un recinto cercado, planta rectangular y un merendero a sus pies. En ella se celebran los oficios de la Romería de la Virgen de la Consolación, celebrada el último fin de semana de mayo. En el año 1996, durante los inicios de su construcción y siendo alcalde D. Ramón Luis Barroso y párroco de la localidad D. Sixto Vega Ruiz, se enterró en una oquedad de sus cimientos preparada para tal efecto, una vasija con moneda contemporánea, un censo de la población y algunos escritos, a modo de herencia para generaciones futuras.

## Cultura

### Instalaciones culturales
- Centro de Interpretación del Aceite y el Vino.
- Hogar del Pensionista.
- Casa de Cultura dotada de salón de actos, una sala de reuniones y una biblioteca con unos 2000 volúmenes catalogados.
- Dos parques infantiles.

### Festividades
- San Sebastián. Patrón del Pueblo, se celebran los días 19, 20 y 21 de enero. Las actividades festivas cuentan con verbenas, cata de vinos de la localidad y actividades infantiles. Como rasgo etnográfico destacado se debe hacer mención a la bandera, la cual se echa delante del santo generando a menudo y de manera improvisada espectaculares exhibiciones.
- Matanza Extremeña. Bajo el mandato del alcalde socialista Alfonso Beltrán comenzó a llevarse a cabo una matanza tradicional del cerdo, celebrada en la nave del ayuntamiento situada en la zona conocida como Valdecabo. Tras el sacrificio matinal de un cerdo a modo de muestra para el público, comienza la fiesta, amenizada por una charanga, ofreciendo a los visitantes y para todos los habitantes; carne asada, migas, vino y muestras de gastronomía tradicional entre las que destacan los dulces caseros; floretas, huesillos, roscas y otros dulces de la zona. La actividad se alarga durante todo el día y puede ser llevada a cabo gracias a los voluntarios de la localidad que se prestan de manera desinteresada. Es muy destacada la labor de las mujeres que durante toda la semana anterior elaboran los dulces con gran esfuerzo. Durante la última celebración se llevó a cabo un mercado artesanal y un concierto de música folk y se registró la afluencia de miles de visitantes. Se celebra el último sábado de enero.
- Romería de la Virgen de la Consolación. Se celebra el último fin de semana del mes de mayo. Los fieles de la localidad acompañan a la virgen a lo largo de una pequeña peregrinación hacia la ermita que lleva su nombre, situada en la dehesa boyal e inaugurada siendo Párroco de la localidad D. Sixto Vega Ruiz. A continuación se lleva a cabo una celebración eucarística tradicional, conocida como Misa Extremeña. La cual ha sido posible gracias al coro compuesto por habitantes del pueblo y el impulso del sacerdote de la villa D. Julián Anaya. Durante todo el día los habitantes del pueblo se reúnen alrededor de las parrillas y se disfruta de una jornada festiva, amenizada con música y juegos infantiles.
- Fiesta del Emigrante. Celebrada el primer fin de semana del mes de agosto, en honor a todos los hijos de Hernán-Pérez que tuvieron que abandonar la localidad durante las masivas migraciones extremeñas. Las actividades se encuandran dentro de las típicas fiestas veraniegas que se llevan a cabo por toda la geografía española. Verbenas, exposiciones, actividades para los más pequeños y peñas locales se encargan de dar vida y colorido al pueblo durante una semana.
- La Enramá. La noche de San Juan en Hernán Pérez se celebra la fiesta de la “ Enramá”, antiguamente, debajo de un álamo, hoy inexistente, en la plaza se colocaban dos mozos solteros de edad avanzada con dos sombreros antiguos. Dentro de cada uno metían papeles con los nombres de los hombres solteros y de las mujeres solteras en otro. Cada uno saca un papel del sombrero diciendo “va bien”. Contesta el pueblo “bien va”, seguido de un aplauso. Así se van formando las parejas independientemente de la edad de uno u otro, comprometiéndose el hombre a ir el día de San Juan a casa de la mujer que le ha correspondido en suerte; ella le coserá un ramo en la chaqueta y le invitará a dulces y vino. Él, por la tarde, la pasea por la carretera y la invita a bailar. En la actualidad, el sorteo reúne a todos los vecinos en el centro de la Plaza Mayor, los nombres de todos los mozos y mozas solteros inscritos en el Padrón Municipal son introducidos en el bombo, “lo que no implica que tengan que aceptar el emparejamiento”, los emparejados se comportarán como “novios formales” durante dos días, como hemos explicado ella coserá el ramo a él y durante toda la celebración los novios están acompañados de charanga para bailar.

El 19 de mayo se celebra la festividad de la Santa en honor de Santa Prudenciana patrona del pueblo, antiguamente se celebraban capeas.
El 14 de septiembre se celebra las fiestas del Santísimo Cristo de la Paz.

## Deporte
Hay una pista polideportiva y un gimnasio público. El pantano municipal tiene coto de pesca y caza.